# یتر (آیووا)
یتر (به انگلیسی: Yetter) شهری در ایالت آیووا کشور ایالات متحده آمریکا است که جمعیت آن در سرشماری سال ۲۰۱۰ میلادی، ۳۴ نفر بوده‌است.